# Mistrzostwa Oceanii w Zapasach 1992
Mistrzostwa Oceanii w zapasach w 1992. W tabeli medalowej tryumfowali zapaśnicy z Nowej Zelandii.

## Wyniki

### Styl wolny
| Konkurencja         | Złoto              | Srebro           | Brąz           |
| Kategoria do 48 kg  | Vincent Pangelinan | George Karipidis | David McBeth   |
| Kategoria do 52 kg  | Shane Stannett     | Tony Vincent     | Taka Wakamatso |
| Kategoria do 57 kg  | Ross Tanner        | Gavin Brown      | Cory O’Brien   |
| Kategoria do 62 kg  | Musa Ilhan         | Steve Reinsfield | Dan Cumming    |
| Kategoria do 68 kg  | Cris Brown         | Reinold Ozoline  | Chris Quinlan  |
| Kategoria do 74 kg  | Philip Fox         | Wayne Wrathall   | Aaron Quinlan  |
| Kategoria do 82 kg  | John Andrew        | Waylon Muller    | Richard Brydon |
| Kategoria do 90 kg  | Grant Parker       | Bob Renney       | Saili Tupeli   |
| Kategoria do 100 kg | Gavin Avery        | Scott Dodd       | ----           |
| Kategoria do 130 kg | Mick Pikos         | Edward Roberts   | Osema Akapo    |

## Tabela medalowa
Gospodarz mistrzostw został zaznaczony kolorem.
| Poz. | Państwo         |    |    |   | Łącznie |
| ---- | --------------- | -- | -- | - | ------- |
| 1    | Nowa Zelandia   | 5  | 3  | 3 | 11      |
| 2    | Australia       | 4  | 4  | 4 | 12      |
| 3    | Guam            | 1  | 1  | 0 | 2       |
| 4    | Samoa           | 0  | 1  | 2 | 3       |
| 5    | Wyspy Marshalla | 0  | 1  | 0 | 1       |
|      | Łącznie         | 10 | 10 | 9 | 29      |